# گذرنامه تایلندی

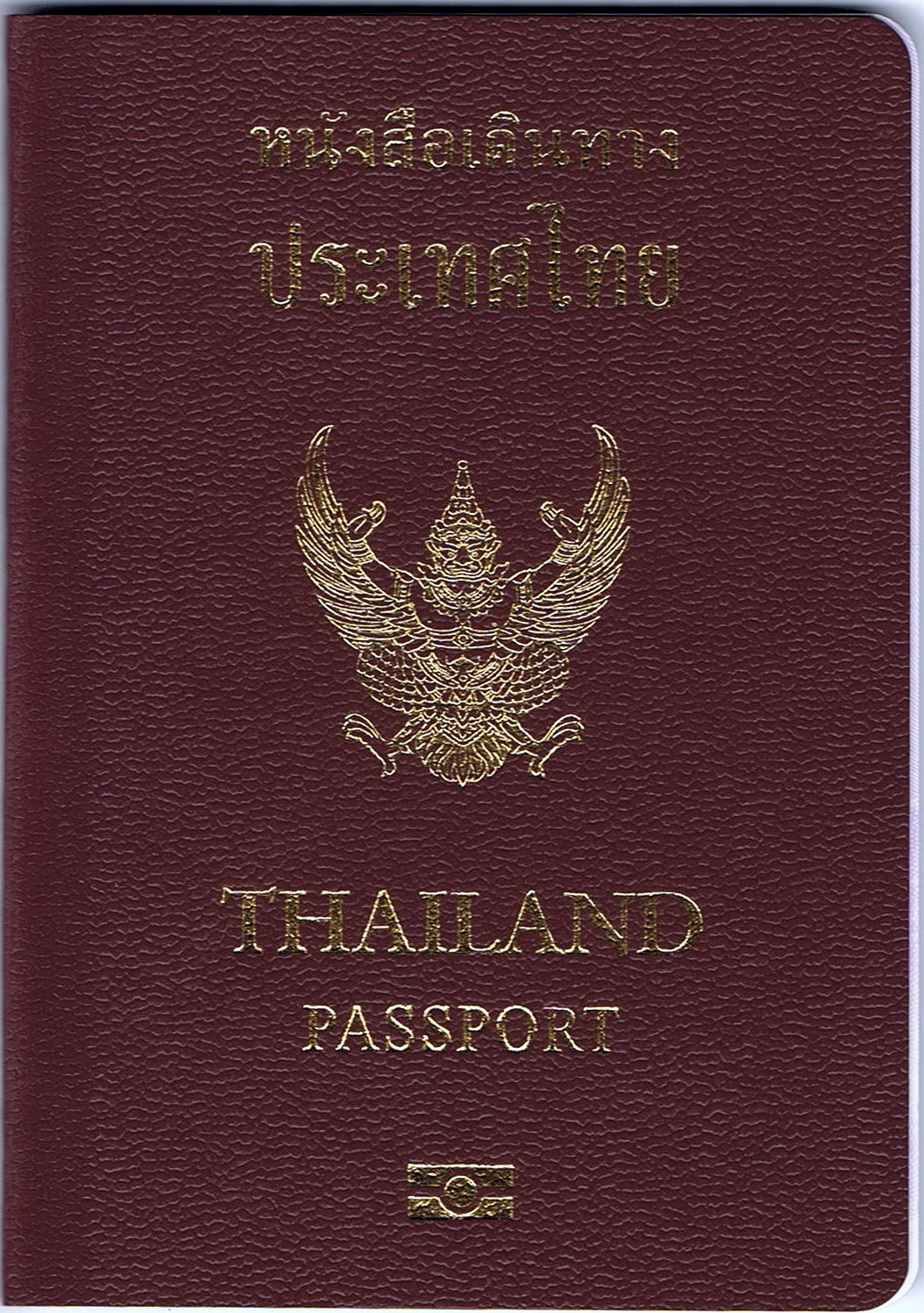
نمایی از یک‌نسخه گذرنامهٔ تایلندی در سال ۲۰۰۸

گذرنامهٔ تایلندی یک مدرک سفر بین‌المللی است که توسط کشور تایلند صادر می‌شود و بنا بر داده‌های سال ۲۰۲۳، دارندگان آن می‌توانستند به ۸۰ کشور دیگر بدون دریافت ویزا سفر کنند یا ویزا را در بدو ورود دریافت نمایند. این گذرنامه بر اساس رتبه‌بندی شاخص گذرنامهٔ هنلی در سال ۲۰۲۳ در رتبهٔ ۶۷ قرار داشت.